# 葉秉敬
葉秉敬（1562年—1627年），字敬君，号寅阳，浙江衢州府西安县峡川人，明朝政治人物。

## 生平
萬曆十年（1582年）壬午科浙江乡试举人，二十九年（1601年）辛丑科進士，授工部都水司主事，榷荆关，晉员外郎，三十五年十二月出守開封府。三十八年擢河南提學副使，四十一年升江西參政，四十二年丁憂，四十四年拾遺免职。
天啟初，调任分守湖廣荆西道副使，六年升江西南瑞道右参政，未行而卒。才識宏远，博雅好文，公餘手不釋巻，與諸生講學，寒暑不輟。

## 著作
著有《左传纲领》二卷、《韵表》五十九卷、《字㝈》等書。